# Cryptaranea venustula
Cryptaranea venustula là một loài nhện trong họ Araneidae.
Loài này thuộc chi Cryptaranea. Cryptaranea venustula được Arthur T. Urquhart. miêu tả năm 1891.